# Portia wui
Portia wui là một loài nhện trong họ Salticidae.
Loài này thuộc chi Portia. Portia wui được Peng & Li miêu tả năm 2002.